# عامر نور
عامر نور (26 أبريل 1936 - 2021)، هو نحات وأكاديمي سوداني - أمريكي. عُرضت أعماله في الولايات المتحدة والمملكة المتحدة وألمانيا وفرنسا وكوبا والإمارات العربية المتحدة. وبعد حصوله على درجات علمية من جامعة لندن، وجامعة ييل ، وجامعة سانت أندروز، عمل ودَرّسَ الفنون الجميلة في شيكاغو، حيث عاش حتى وفاته عام 2021.

## السيرة الذاتية والمسيرة الفنية
ولد عامر نور في مدينة شندي، وتخرج عامر نور من مدرسة الفنون الجميلة والتطبيقية بالخرطوم عام 1957، عندما أصبح مدرسًا للفنون من عام 1958 إلى عام 1959 ومن عام 1963 إلى عام 1965. بعد ذلك، درس النحت والفن الأفريقي في مدرسة سليد للفنون الجميلة بجامعة لندن بالمملكة المتحدة وفي الكلية الملكية للفنون في لندن. وفي عام 1967، حصل على منحة روكفيلر لمواصلة دراساته في النحت والطباعة الحجرية في جامعة ييل بالولايات المتحدة، والتي أنهىها بدرجة البكالوريوس والماجستير في الفنون الجميلة. بعد ذلك، أصبح مدرسًا للفنون في كليات مدينة شيكاغو. وفي عام 2006، حصل على إجازة تفرغ علمي وحصل على درجة الدكتوراه في تاريخ الفن الإفريقي من جامعة سانت أندروز في إسكتلندا.
كثيراً ما اختار أشكالاً هندسية تتعلق بتاريخ السودان وبيئته وتقاليده، وتتعلق بالثقافة النوبية والثقافة الإفريقية - الإسلامية في البلاد. منحوتاته المصنوعة من مواد مثل الخرسانة أو الألياف الزجاجية أو الفولاذ، هي مجردة وبسيطة، تستشهد بالحيوانات والمناظر الطبيعية والهندسة المعمارية للبلد الذي ولد فيه.
عُرضت أعماله دوليًا في المتاحف ومن خلال المنشورات، مع بعض منحوتاته في مجموعة المتحف الوطني للفن الإفريقي، واشنطن العاصمة. وفي عام 2002، أُسس مركز الفن المعاصر PS1 التابع لمتحف الفن الحديث في نيودلهي. عرض يورك منحوتات عامر نور في: حركات الاستقلال والتحرير في أفريقيا، 1945-1994 ، وهو معرض شامل يستكشف الثقافة الأفريقية من خلال الفن والسينما والتصوير الفوتوغرافي والرسومات والهندسة المعمارية والموسيقى والأدب والمسرح. في عام 2016، قدمت مؤسسة الشارقة للفنون معرض "عامر نور: معرض استعادي (1965-الحاضر) سعة الأفق..إيجاز العبارة".

## الحياة الشخصية
وهو متزوج من آن موريسون من إدنبرة، إسكتلندا، والتي التقى بها عندما كان طالباً في لندن. وهي معالجة فيزيائية في معهد شواب لإعادة التأهيل، ومديرة طب إعادة التأهيل في مستشفى تقويم العظام في هايد بارك بشيكاغو. توفي عامر نور في شيكاغو عن عمر ناهز 84 عامًا عام 2021.